# Església dels Sants Protomàrtirs romans
L'església dels Sants Protomàrtirs romans (italià: chiesa dei Santi Protomartiri Romani) és una església de Roma, situada a via Angelo Di Pietro, al barri Aurelio.
L'església va ser construïda sobre projecte de l'arquitecte Francesco Fornari, finalitzada i consagrada el 1968, i és seu de la parròquia homònima, instituïda el 19 de maig de 1954 mitjançant el decret "Neminem fugit" del cardenal vicari Clemente Micara.
Està dedicada als primers màrtirs de l'Església romana, morts durant la persecució llançada per l'emperador Neró a Roma, a partir del juliol de l'any 64 i que es prolongà fins a l'any 67.
Davant de l'església hi ha un pòrtic sostingut per columnes, sota el qual hi ha escrita la dedicatòria D.O.M. in honorem SS. Protomartyrum. A.D. MCMLXVIII.

## El títol cardenalici
El títol cardenalici dels Santi Protomartiri a Via Aurelia Antica va ser erigit el 1969 pel Papa Pau VI.

### Titulars
- Joseph-Albert Malula (30 d'abril de 1969 - 14 de juny de 1989 mort)
- Henri Schwery, (28 de juny de 1991 - 7 de gener de 2021 mort)
- Anthony Poola (des del 27 d'agost de 2022)